# Sarin
Sarin, cũng được biết đến theo tên gọi của NATO là GB, (O-Isopropyl methylphosphonofluoridate) là một chất độc cực mạnh, được sử dụng như một chất độc thần kinh. Trong lĩnh vực quân sự, nó được dùng làm vũ khí hóa học và được Liên Hợp Quốc xếp vào loại Vũ khí hủy diệt hàng loạt. Việc sản xuất và tích trữ sarin bị cấm bởi Hiệp định Vũ khí hoá học năm 1993.